# Bibi Vogel
Sylvia Dulce Kleiner, conhecida como Bibi Vogel, (Rio de Janeiro, 2 de novembro de 1942 — Buenos Aires, 3 de abril de 2004) foi uma atriz, modelo, cantora e ativista da causa feminista brasileira.

## Carreira
Começou em 1960, atuando como modelo e fez muitos desfiles nessa época para a Rhodia. Chegou ao Cinema em 1968 e atuou em “Anuska, Manequim e Mulher” e “Panca de Valente” e no ano seguinte estrelou “Meu Nome é Tonho”. Em 1969, a estréia na TV veio por meio de um convite do autor e diretor Geraldo Vietri, para interpretar Natália na novela “Nino, o Italianinho”, formando um triângulo amoroso com Juca de Oliveira e Aracy Balabanian. O sucesso da novela e de Bibi Vogel foi grande e ela atuou ainda em “A Fábrica”, na mesma emissora e do mesmo autor, em 1971. Em 1973, transferiu-se para a Rede Globo e fez “Os Ossos do Barão”; “O Espigão”; “Bravo” e “Espelho Mágico”. Nessa época ela se casou com o autor e diretor argentino Alfredo Zemma e ficou morando por alguns anos em Buenos Aires, mas vinha para o Brasil quando era chamada para algum trabalho. No Cinema atuou também em “Motel”; “Ipanema Adeus”; “Deixa, Amorzinho, Deixa”; “O Pai do Povo” e “A Morte Transparente”.
Largou a carreira e tornou-se militante feminista e de causas humanitárias. Fundou, em 1980, o Grupo de Mães Amigas do Peito, de apoio à amamentação, que mais tarde se tornou reconhecida organização não governamental.[carece de fontes?]
Sua última participação na televisão foi na novela Chiquititas, gravada na Argentina, onde Bibi vivia desde meados da década de 1990, após seu segundo casamento. A novela foi exibida no Brasil pelo SBT em 1997.

## Vida pessoal
Sylvia Dulce Kleiner, que adotou o nome artístico de Bibi Vogel, nasceu na cidade do Rio de Janeiro, em 2 de novembro de 1942, Ela era filha de imigrantes judeus alemães, fugidos do Nazismo, que vieram ao Brasil após a Segunda Guerra Mundial.
Foi casada com o musicista e professor de literatura, o norte-americano Bill Vogel, pouco tempo depois se divorciaram, logo foi casada com o ator, autor e diretor teatral argentino Alfredo Zemma e teve uma filha Mayra.
Em 1980, Bibi dirigiu o documentário “Maternidade”, um média-metragem e no ano seguinte se engajou-se na luta das “Mães de Maio”, mulheres que perderam seus filhos na ditadura argentina e que se reuniam periodicamente na praça de Mayo. Depois, no Brasil, Bibi criou o “Grupo Amigas do Peito”.
Bibi Voguel morreu aos 61 anos, vítima de câncer de estômago, Que sofria desde 2001.

## Filmografia

### Televisão
| Ano  | Título              | Personagem           |
| ---- | ------------------- | -------------------- |
| 1969 | Nino, o Italianinho | Natália              |
| 1971 | A Fábrica           | Renata               |
| 1973 | Os Ossos do Barão   | Lavínia              |
| 1974 | O Espigão           | Samanta              |
| 1975 | Bravo!              | Alice                |
| 1977 | Espelho Mágico      | Ela Mesma            |
| 1997 | Chiquititas         | Fernanda Veiga Lopes |

### Cinema
| Ano  | Título                    | Personagem    | Notas                     |
| ---- | ------------------------- | ------------- | ------------------------- |
| 1979 | A Morte Transparente      | Marlene       |                           |
| 1976 | O Pai do Povo             | Francesa      |                           |
| 1975 | Deixa, Amorzinho...Deixa  | Vera          |                           |
| 1975 | Ipanema, Adeus            | Helena        |                           |
| 1974 | Motel                     | Stefânia      |                           |
| 1974 | Um Homem Célebre          | Maria         |                           |
| 1971 | Elas                      | Alexandra     | Segmento: "A Radionovela" |
| 1971 | Diabólicos Herdeiros      | Herdeira      |                           |
| 1969 | Meu Nome é Tonho          | Irmã de Tonho |                           |
| 1968 | Anuska, Manequim e Mulher | Modelo        |                           |
| 1968 | Panca de Valente          | Maria Lúcia   |                           |

## Teatro[5]
- 1964 - O Ovo
- 1969 - Hair
- 1970 - A Resistível Ascensão de Arturo Ui
- 1970 - Arena Conta Zumbi